# Partit Llibertari
El Partit Llibertari (P-LIB), anteriorment anomenat Partit de la Llibertat Individual, és un partit de pensament liberal llibertari d'àmbit espanyol presidit des de la seva fundació per Juan Pina. El partit va ser fundat l'any 2009.
S'han presentat a les Eleccions Europees de 2014 i a les Eleccions Municipals del 24 de maig de 2015, a diverses províncies i municipis. A Barcelona, el seu cap de llista fou Victor Martín. A Palma un dels seus impulsors i cap de llista a les municipals de 2015 fou Gabriel Le Senne Presedo. Va participar el 2010 en la plataforma de Coordinadora Ciudadana, a Madrid, que reunia a diversos moviments de la dreta espanyola.

## Ideologia
El P-LIB defensa la llibertat en tots els àmbits, tant personal i social com econòmic, i rebutja la imposició moral a través de l'Estat. El seu programa electoral i les seves propostes de govern abracen idees i propostes polítiques en favor d'un Estat de Dret amb plena igualtat davant la llei, llibertat educativa en tots els àmbits (tant acadèmics com a la llar), separació de poders, despenalització i legalització d'algunes drogues, de la reducció del pes de l'Estat, d'impostos i de traves burocràtiques, entre moltes altres. Estan fortament influïts per l'Escola Austríaca d'Economia, d'on són referents autors intel·lectuals, com Juan Ramón Rallo d'entre els més mediàtics, i altres pensadors membres de l'Instituto Juan de Mariana, un think tank de pensament liberal. El partit també és membre observador de la Internacional Liberal.